# Sông Rác
Sông Rác là một con sông nhỏ dài khoảng 35– 40 km, bắt nguồn từ vùng núi thuộc xã Kỳ Tây, chảy qua các xã Kỳ Tây, Kỳ Hương thuộc huyện Kỳ Anh, các xã Cẩm Minh, Cẩm Lạc, Cẩm Trung, Cẩm Lĩnh  thuộc huyện Cẩm Xuyên, tỉnh Hà Tĩnh, rồi hợp lưu với sông Lạc Giang tại Cửa Nhượng thuộc xã Cẩm Nhượng trước khi đổ ra biển. Tên sông là Sông Rác có lẽ do vào mùa mưa khi nước lũ tràn xuống sông kéo theo rất nhiều gỗ, cây khô, rều - rác xuống biển.
Có không ít người thường nhầm lẫn giữa sông Rác và sông Lạc Giang, thực tế, hai con sông này khác nhau, chúng chỉ giao nhau tại Cửa Nhượng trước khi đổ ra biển.
Sông Rác bắt nguồn từ rừng núi Kỳ Anh và phía Tây Cẩm Xuyên.
Sông Lạc Giang (còn được gọi là sông nhà Lê) bắt nguồn từ vùng Cẩm Duệ, gần am tháp cổ họ Lê..
Đầu những năm 90 của thế kỷ XX, Hồ đập Sông Rác được xây dựng và cung cấp nước tưới cho 5 xã Nam Cẩm Xuyên, tất cả các xã Bắc Kỳ Anh nhờ thế mà dân trong vùng thoát cảnh đói nghèo. Khi hồ nước hình thành, xã Kỳ Hương và nông trường Thầu đâu vì nằm trong lòng hồ, nên đã bị giải thể.